# Vesperus conicicollis
Vesperus conicicollis es una especie de insecto coleóptero de la familia Vesperidae. Estos longicornios se distribuyen por el paleártico: sur de la península ibérica (España y Portugal), el norte del Magreb y Cerdeña.
V. conicicollis mide entre 12 y 20 mm, estando activos los adultos desde julio hasta septiembre.